# Tim James (musicien)
 (mai 2018).
Si vous disposez d'ouvrages ou d'articles de référence ou si vous connaissez des sites web de qualité traitant du thème abordé ici, merci de compléter l'article en donnant les références utiles à sa vérifiabilité et en les liant à la section « Notes et références ».
Pour les articles homonymes, voir James et Tim James.
Tim James, de son vrai nom Timothy James Price, né le 1er mars 1987 à Dearborn dans le Michigan, est un chanteur, auteur-compositeur, multi-instrumentiste et producteur de disques américain. James est le cofondateur de Rock Mafia (en).

## Carrière professionnelle
James a coécrit les chansons "Potential Breakup Song" d'Aly & AJ, "Come Back to Me" de Vanessa Hudgens, "I'Am" de Wyclef, David Correy et Bill Kaulitz, "See You Again" de Miley Cyrus, "Naturally" et "Love You like a Love Song" de Selena Gomez & The Scene. James collabore avec sa partenaire de production Antonina Armato. Il a également travaillé avec les Cheetah Girls. Il a également chanté "Twist My Hips" dans l'émission Shake It Up : Break It Down, qu'il a chanté avec Nevermind.

## Discographie

### Albums studio (chanteur et compositeur)
- 2013 : Refuge
- 2015 : Hifidelic Lounge (sorti le 11 novembre 2015)
- 2016 : On My Way
- 2017 : Love = Chaos (sorti le 27 juin 2017)
- 2017 : Wind (sorti le 7 décembre 2017)

## Nomination
- Latin Grammy Award du meilleur album de l'année, pour son duo musical Rock Mafia (en).